# ائوسبیو اشتفانسکو
ائوسبیو اشتفانسکو (رومانیایی: Eusebiu Ștefănescu؛ ۳ مه ۱۹۴۴–۱۵ مارس ۲۰۱۵) بازیگر اهل کشور رومانی بود. وی در سن ۷۰ سالگی بر اثر تومور مغزی درگذشت.
از فیلم‌های وی می‌توان به آینه و خواب جزیره اشاره کرد.